# Station Jabłowo
Station Jabłowo is een spoorwegstation in de Poolse plaats Jabłowo.